# Законопроект 12414 (Украина)
Законопроект 12414 (укр. Законопроект 12414), принятый Верховной Радой Украины 22 июля 2025 года, содержит изменения в порядке работы Национального антикоррупционного бюро Украины и Специализированной антикоррупционной прокуратуры, лишая эти органы независимости и подчиняя их Генеральному прокурору Украины. Версия законопроекта, принятая в первом чтении, касалась упрощения поиска пропавших без вести в условиях военного положения.

## Законопроект
Цель законопроекта — внести изменения в статьи Уголовного процессуального кодекса Украины. В частности, предлагается передать в подчинение Генеральному прокурору Украины Национальное антикоррупционное бюро Украины (НАБУ) и Специализированная антикоррупционная прокуратура (САП), ранее действовавших независимо от других правоохранительных органов.
Согласно новому закону, Генеральный прокурор получает полномочия передавать дела, относящиеся к подследственности НАБУ, другим органам в случае признания его работы неэффективной. Также он сможет издавать приказы сотрудникам НАБУ, определять подследственность антикоррупционных дел, иметь доступ ко всем материалам НАБУ и закрывать уголовные производства.

## Принятие законопроекта
Законопроект 12414 был принят Верховной Радой Украины в первом чтении как инициатива, направленная на упрощение поиска пропавших без вести в условиях военного положения. 22 июля 2025 года в 8:40 часть членов профильного комитета по вопросам правоохранительной деятельности провела внезапное внеочередное заседание, на котором в документ были внесены поправки, касающиеся потери независимости НАБУ и САП.
Глава комитета Сергей Ионушас отсутствовал из-за командировки, также на заседании не присутствовали его первый заместитель Андрей Осадчук и глава подкомитета по вопросам уголовного законодательства Александр Бакумов. Временно исполняющим обязанности председателя был назначен депутат от президентской партии Максим Павлюк, ранее задекларировавший 1,9 миллиона гривен как выигрыш в лотерею (6 раз).
Законопроект был внесён на второе чтение. Депутаты фракций «Голос» и «Европейская Солидарность» пытались заблокировать принятие, перекрыв трибуну, но документ был утверждён 263 голосами «за».
Вечером того же дня Президент Украины Владимир Зеленский подписал закон.

## Реакция
Принятие закона вызвало резкую критику: независимость антикоррупционных органов — одно из условий вступления Украины в Европейский Союз.
В ряде городов прошли митинги. В Киеве на площади Ивана Франко собралось около 1200 человек с требованием наложить вето на закон. Подобные акции прошли на проспекте Свободы во Львове, а также в Днепре, Одессе, Харькове, Тернополе, Луцке, Ивано-Франковске, Ровно, Черновцах, Сумах и Виннице.
НАБУ и САП поблагодарили протестующих за поддержку, отметив, что это свидетельствует о доверии к ним и подтвердили намерение продолжать независимую деятельность.
Глава СБУ Василий Малюк заявил, что принятие закона восстановило конституционный порядок, устранив дублирование полномочий между ГПУ и антикоррупционными органами. Начальник ГУР Кирилл Буданов в условиях протестов призвал к единству и диалогу.